# Mike Cumberlege
Claude Michael Bulstrode Cumberlege (Londra, 26 ottobre 1905 – 1945) è stato un militare britannico,  ufficiale inglese della Royal Navy e agente della Special Operations Executive durante la seconda guerra mondiale.
Venne torturato e infine ucciso dai tedeschi probabilmente nel campo di concentramento di Sachsenhausen dopo la sua cattura durante l'Operazione Locksmith in Grecia.

## Biografia
Nacque nei pressi di Londra, il 26 ottobre 1905, da una famiglia di marinai di Gibilterra, figlio di Claude Lionel Cumberlege (1877-1962) e Sarah Laetitia Crossley Couldwell (1883-1929). Suo padre si ritirò dalla marina militare come Retroammiraglio nel 1926, dopo aver servito nella Royal Australian Navy durante la prima guerra mondiale. Cumberlege frequentò il Nautical College a Pangbourne, prima di entrare nella Marina mercantile come guardiamarina il 1º maggio 1922. Nel 1926 divenne ufficiale nella Royal Naval Reserve. Tra il 1937 e il 1940 visse ad Antibes, in Francia e trascorse il suo tempo al comando di yacht nel Mar Mediterraneo.

### Vita privata
Sposò la canadese Nancy Wooler nel 1936. Insieme ebbero un figlio, Marcus, poeta nato ad Antibes, morto nel 2019 all'età di 80 anni a Bruges, in Belgio. Nel 1947 Nancy sposò il tenente colonnello Lennox John Livingstone-Learmonth.
Mike Cumberlege è commemorato al Chantam Naval Memorial, così come a Sachsenhausen assieme ai componenti delle forze britanniche dell'Operazione Checkmate.
La sua biografia è stata pubblicata nel 2018 con il titolo "La straordinaria vita di Mike Cumberlege SOE" scritta da Robin Knight e pubblicata da Fonthill Media.

## Carriera
Nel 1940 venne chiamato in servizio, a seguito dello scoppio del secondo conflitto mondiale. Per i primi sei mesi dell'anno venne assegnato ad un'unità navale di intelligence e anti-contrabbando inglese di stanza a Marsiglia. Dopo la caduta della Francia, a seguito della Campagna di Francia da parte dei soldati del Terzo Reich, prestò per breve tempo servizio come ufficiale di collegamento di Charles de Gaulle. In seguito lavorò con l'intelligence britannica a Capo Verde. Verso la fine del gennaio 1941 venne trasferito allo Special Operations Executive (abbreviato in SOE), presso la sezione Medio Oriente, e poche settimane dopo venne scelto per guidare le operazioni para-navali del SOE (Force 133) nel Medio Oriente con base ad Haifa e Alessandria d'Egitto.
Cumberlege venne incaricato di lavorare sotto copertura e boicottare i tedeschi durante la Battaglia di Grecia. A questo proposito, lui e il suo team ebbero a disposizione l'HMS Dolphin II, un caïque leggermente armato. Nell'aprile del 1941 Cumberlege navigò segretamente lungo il Canale di Corinto e posizionò una mina regolata a tempo ed esplosivi di profondità; essi, però, non detonarono. Il fallimento della missione fu un duro colpo per la strategia militare britannica nel Nord Africa, ma nei suoi rapporti il Direttore dell'Intelligence Navale fece di tutto per esonerare Cumberlege da ogni possibile colpa.
Nel frattempo partecipò all'Operazione Demon, l'evacuazione alleata dalla Grecia. Il Dolphin II trasportò le truppe dalle spiagge di Nauplia e Malvasia alle navi inglesi di trasporto, prima di salpare per Creta. A Canea Cumberlege si incontrò con il capitano Nicholas Hammond e con il soldato di Rhodesia James "Jumbo" Steele, il quale avrebbe preso poi parte all'Operazione Locksmith. Cumberlege, che prima della guerra era diventato amico dell'archeologo John Pendlebury, pianificò insieme a lui un raid nel Dodecaneso ma l'invasione aerea tedesca di Creta ne aveva minato i piani. Dopo che i motori del Dolphin II si ruppero, Cumberlege prese il comando del caïque Athanassios Miaoulis e scappò da Creta con suo cugino, il Maggiore Cleland Cumberlege, Hammond, Steele, Able Seamen Saunders e un equipaggio greco. Al momento dell'attraversamento dello stretto di Caso, furono colpiti dalla mitragliatrice di un aereo tedesco, il cugino Cleland e Saunders vennero uccisi e Cumberlege ferito, ma riuscirono comunque a raggiungere il porto di Marsa Matruh, in Egitto.
Dopo la Battaglia di Creta, Cumberlege aiutò nell'evacuazione del personale alleato rimasto bloccato sull'isola ormai occupata dai nazisti. Il caïque HMS Escampador e l'HMS Hedgehog, entrambi sotto il comando di Cumberlege, salvarono con successo 550 truppe alleate dalla costa di Creta. Una volta che le evacuazioni pre-organizzate divennero impossibili, mappò per tre settimane la costa deserta a sud di Creta, tra Capo Litinon e la Baia di Tsoutsouros, alla ricerca di spiagge sulle quali poter atterrare e nascondere piccoli aerei e facendo sbarcare diversi agenti della SOE e scorte senza essere notato. Ciò gli valse il riconoscimento Distinguished Service Order il 20 gennaio 1942. Il successo delle operazioni portò ad un'immediata espansione delle operazioni para-navali del SOE nell'area. Nella primavera del 1942, Cumberlege contrasse la febbre tifoide, prese un periodo di congedo per malattia e ritornò a Londra dove trascorse del tempo con la moglie e con suo figlio, prima di ritornare nel Mediterraneo per un secondo tentativo di far esplodere il Canale di Corinto.

### Operazione Locksmith
Il 7 gennaio 1943, il Tenente Cumberlege e il suo team della SOE comprendente il sergente maggiore James C. Steele, il sergente Thomas E. Handley (radio operatore) e il caporale ceco Jan Kotrba si imbarcarono per l'Operazione Locksmith. A Beirut salirono a bordo del sottomarino greco Papanicolis. L'operazione fu un nuovo e rinnovato tentativo di bloccare il Canale di Corinto, applicando le conoscenze acquisite dopo il primo tentativo, fallito, del 1941. Cumberlege venne centralmente coinvolto nel processo di pianificazione, così come fu lui che assunse il comando della missione. Sfortunatamente, i superiori di Cumberlege non avevano acconsentito ad inserire nell'organico un uomo di lingua greca. Il 5 marzo, dopo aver viaggiato fino al canale e aver allestito un nascondiglio, gli esplosivi vennero piazzati nel canale. Essi però vennero a galla e non detonarono, e dieci giorni dopo il quartier generale della SOE al Cairo concluse che la missione era fallita.
Il 19 marzo, Cumberlege, ancora nel suo nascondiglio, riportò che era a conoscenza che la polizia segreta italiana lo stava cercando. Ad inizio aprile, la Abwehr, che aveva intercettato segnali da una radio clandestina che operava nell'area di Hydra, mandò tre navi di pattuglia per triangolarne la posizione. Una pattuglia tedesca sbarcò nell'area di Tselevinia, scoprendo così il nascondiglio di Cumberlege. Egli e il suo gruppo riuscirono a scappare, ma molti dei loro equipaggiamenti di comunicazione vennero catturati. Tre giorni dopo il gruppo ricevette un messaggio dalla SOE del Cairo che un sottomarino inglese era stato mandato a recuperarli. La notte del 30 aprile il gruppo venne catturato dalle forze tedesche che li avevano attirati in una trappola usando gli strumenti di comunicazione catturati in precedenza.

### Prigioniero di guerra
All'inizio del maggio 1943, Cumberlege e i suoi colleghi vennero portati nella prigione di Averoff, ad Atene. Nonostante la prassi tedesca di uccidere sommariamente i commando alleati catturati, Cumberlege non fu immediatamente fucilato. Venne invece trasferito con i suoi colleghi nel campo di concentramento di Mauthausen-Gusen. Qui, sotto minaccia, Cumberlege firmò una dichiarazione nella quale veniva confermato che il gruppo Locksmith era composto da sabotatori, nonostante fossero stati catturati in uniforme. Nel gennaio del 1944, Cumberlege venne riposizionato nel campo di concentramento di Sachsenhausen. Qui venne tenuto in isolamento e rifiutò pacchi dalla Croce Rossa. Circa verso febbraio 1945 (secondo l'inserviente della Zellenbau Paul Schroter la data era aprile 1945), Cumberlege venne ucciso dai tedeschi, anche se la data e il luogo esatto di morte rimangono sconosciuti alcune fonti convergono sulla morte avvenuta a Sachsenhausen. Arthur Reade, un avvocato dell'accusa per crimini di guerra, che aveva intervistato il comandante di Sachsenhausen Anton Kaindl, formulò una tesi secondo la quale Cumberlege venne ucciso a Flossenbürg assieme al sergente maggiore James C. Steele e probabilmente assieme al sergente Thomas E. Handley.
Dopo la sua morte Cumberlege venne insignito dell'onorificenza per gli ufficiali della Royal Naval Reserve nel 1946, per il suo secondo tentativo di attacco al Canale di Corinto. Fu anche insignito della Medaglia greca d'onore.